# 어둠속의 목격자
"어둠속의 목격자"는 1974년에 개봉한 대한민국의 영화이다.

## 캐스팅
- 박노식
- 허장강
- 전운
- 김순철
- 이빈화
- 최삼
- 최준
- 이강조
- 최무웅
- 최성
- 박동룡
- 김왕국
- 최창호
- 김광일
- 최병철
- 김대현
- 황건
- 오세장
- 오현이
- 김영애